# Tridactyle oblongifolia
Tridactyle oblongifolia är en orkidéart som beskrevs av Victor Samuel Summerhayes. Tridactyle oblongifolia ingår i släktet Tridactyle och familjen orkidéer. Inga underarter finns listade i Catalogue of Life.